# Johann Botsack
 (juin 2023).
Johann Botsack (né le 11 juin 1600 à Herford, mort le 16 septembre 1674 à Dantzig) est un théologien protestant allemand.

## Biographie
Botsack est le fils de Barthold Botsack, alors citoyen de Herford et plus tard vicaire à Lübeck, et de sa femme Elisabeth Nagel. Son grand-père est le bourgmestre de Herford, Johannes Botsack, et sa grand-mère paternelle est Katharina Wittig von Liegen. Après une formation initiale par des précepteurs privés et à l'école élémentaire de Herford, il poursuit ses études à Lübeck en 1613. Il vit alors chez son oncle, le marchand Friedrich Botsack. À 14 ans, il étudie au gymnasium de Hambourg et en 1617 étudie à l'université de Wittenberg. Friedrich Balduin, Wolfgang Franz, Jakob Martini, Balthasar Meisner et Nikolaus Hunnius sont ses professeurs ici. En 1618, il retourne à Lübeck pour des raisons de santé puis poursuit ses études à l'université de Königsberg auprès de Cölestin Myslenta.
Cependant, il n'y reste pas longtemps à cause de la peste qui y frappe et s'installe donc à l'université de Rostock en 1620. Paul Tarnow et Johann Affelmann l'influencent dans son développement théologique. Le 2 juin 1625, il obtient sa maîtrise en sciences philosophiques à Rostock. Il devient alors précepteur des enfants de Helwig Garth. Il accompagne le fils aîné, Christian Garth, à Wittenberg et l'éduque jusqu'à ce qu'il puisse obtenir une maîtrise. À Wittenberg, il travaille comme conférencier privé et poursuit ses études auprès de Paul Röber, Wilhelm Leyser et Johann Hülsemann. En juillet 1630, il y obtient la licence de théologie et le 15 mars 1631, il obtient son doctorat en théologie.
En août 1631, il est recteur de l'Akademisches Gymnasium Danzig jusqu'en 1643 et devient en même temps pasteur de l'église Sainte-Marie le 30 octobre 1631. De 1643 à 1661, il préside le ministère spirituel de la ville en tant que Senior Ministerii et en même temps pasteur principal de l'église Saint-Jean. En mars 1672, il est retiré de son poste.
Botsack se fait connaître comme compagnon d'Abraham Calovius et comme participant au collegium de Thorn en 1645, où il est l'un des principaux représentants de la confession luthérienne aux côtés de Calovius et de Johann Hülsemann. À Dantzig, lui et Calov impose le gnésio-luthérien face aux philippistes. En tant que théologien luthérien de controverses du XVIIe siècle, il remplit ses écrits de polémiques confessionnelles contre les catholiques, les autres courants protestants et les sectes comme le socinianisme
Son œuvre, en particulier Promptuarium Allegoriarum : tributum in Centurias XVIII. & supra, est mis à l’Index librorum prohibitorum le 10 juin 1654.

## Famille
Son premier mariage est en février 1631 à Wittenberg avec Sabina Hettenbach (morte le 7 décembre 1642 à Dantzig), la fille du professeur de médecine Ernestus Hettenbach, la veuve du professeur de théologie Wolfgang Franz. Il épouse en secondes noces en 1644 Adelgunde Cramer (morte le 17 décembre 1659 à Danzig), la fille du pasteur de Saint-Jean de Dantzig Johann Jacob Cramer. Le mariage produit six enfants, trois fils et trois filles. Deux fils et une fille meurent avant le père.
Il est l'oncle du surintendant de Brunswick et professeur de théologie de Copenhague Bartholomäus Botsack.